# Hoofdklasse schaken 1981/82
In het Hoofdklasse-seizoen 1981/82 werd gestreden door tien teams van schaakverenigingen om het clubkampioenschap van Nederland. Schaakvereniging Rotterdam, spelende onder haar sponsornaam Volmac, werd voor de zevende keer in haar historie clubkampioen van Nederland.

## Competitieverloop
De kampioensstrijd ging tussen Volmac/Rotterdam en Desisco Watergraafsmeer. De Rotterdamse club leed in de eerste twee rondes puntverlies door gelijk te spelen tegen Philidor Leiden en Discendo Discimus. In een onderling duel in de vijfde ronde wist Volmac te winnen van Desisco, zodat de stand in matchpunten weer gelijk kwam. In de zesde, zevende en achtste ronde wisten beide teams steeds te winnen, waardoor Desisco met twee bordpunten voorsprong de laatste ronde in ging. Die ronde eindigde in een gelijkspel tegen VAS/ASC. Doordat Volmac wel won van MEMO (7-3) ging de titel naar Rotterdam.
Gepromoveerd vanuit de Eerste Klasse waren Het Witte Paard Zaanstad en Discendo Discimus. Eerstgenoemde maakte zijn debuut in de Hoofdklasse, maar het hoofdklasseschap bleef beperkt tot een jaar. Daarna wist de Zaanse club nooit meer terug te keren op het hoogste niveau. Ook de Amsterdamse schaakvereniging MEMO daalde af naar de Eerste Klasse. Eveneens MEMO zou nooit meer terugkeren op het hoogste niveau. 

## Eindstand en kruistabel[2]
| Pl.  | Verein                      | MP | BP  | 01 | 02 | 03 | 04 | 05 | 06 | 07 | 08 | 09 | 010 |
| ---- | --------------------------- | -- | --- | -- | -- | -- | -- | -- | -- | -- | -- | -- | --- |
| 01.  | Volmac Rotterdam            | 16 | 55  | -- | 6  | 5½ | 5  | 6½ | 6½ | 6½ | 5  | 7  | 7   |
| 02.  | Desisco/Watergraafsmeer (K) | 15 | 54  | 4  | -- | 5½ | 5½ | 8  | 6½ | 5  | 5½ | 6½ | 7½  |
| 03.  | CVI/Utrecht                 | 14 | 57  | 4½ | 4½ | -- | 5½ | 7  | 6  | 7  | 7½ | 7½ | 7½  |
| 04.  | Philidor Leiden             | 10 | 47½ | 5  | 4½ | 4½ | -- | 7½ | 4  | 5  | 5½ | 6  | 5½  |
| 05.  | Bussums Schaakgenootschap   | 10 | 40½ | 3½ | 2  | 3  | 2½ | -- | 6  | 6  | 5½ | 5½ | 6½  |
| 06.  | Philidor Leeuwarden         | 8  | 43½ | 3½ | 3½ | 4  | 6  | 4  | -- | 5½ | 7  | 4½ | 5½  |
| 07.  | VAS/ASC                     | 5  | 41  | 3½ | 5  | 3  | 5  | 4  | 4½ | -- | 4½ | 6½ | 5   |
| 08.  | Discendo Discimus (N)       | 5  | 40½ | 5  | 4½ | 2½ | 4½ | 4½ | 3  | 5½ | -- | 4½ | 6½  |
| 09.  | HWP Zaanstad (N)            | 4  | 36½ | 3  | 3½ | 2½ | 4  | 4½ | 5½ | 3½ | 5½ | -- | 4½  |
| 010. | MEMO                        | 3  | 34½ | 3  | 2½ | 2½ | 4½ | 3½ | 4½ | 5  | 3½ | 5½ | --  |

### Legenda
|     | Clubkampioen van Nederland          |
|     | Degradant                           |
| (K) | Kampioen van het voorgaande seizoen |
| (N) | Promovendus                         |

Eerste klasse

1920/21 · 1921/22 · 1922/23 · 1923/24 · 1924/25 · 1925/26 · 1926/27 · 1927/28 · 1928/29 · 1929/30 · 1930/31 · 1931/32 · 1932/33 · 1933/34 · 1934/35 · 1935/36 · 1936/37 · 1937/38 · 1938/39 · 1939/40 · 1940/41 · 1941/42
Hoofdklasse

1942/43 · 1943/44 · 1944/45 · 1945/46 · 1946/47 · 1947/48 · 
1948/49 · 1949/50 · 1950/51 · 1951/52 · 1952/53 · 1953/54 · 1954/55 · 1955/56 · 1956/57 · 1957/58 · 1958/59 · 1959/60 · 1960/61 · 1961/62 · 1962/63 · 1963/64 · 1964/65 · 1965/66 · 1966/67 · 1967/68 · 1968/69 · 1969/70 · 1970/71 · 1971/72 · 1972/73 · 1973/74 · 1974/75 · 1975/76 · 1976/77 · 1977/78 · 1978/79 · 1979/80 · 1980/81 · 1981/82 · 1982/83 · 1983/84 · 1984/85 · 1985/86 · 1986/87 · 1987/88 · 1988/89 · 1990/91 · 1991/92 · 1992/93 · 1993/94 · 1994/95 · 1995/96
Meesterklasse

1996/97 · 1997/98 · 1998/99 · 1999/00 · 2000/01 · 2001/02 · 2002/03 · 2003/04 · 2004/05 · 2005/06 · 2006/07 · 2007/08 · 2008/09 · 2009/10 · 2010/11 · 2011/12 · 2012/13 · 2013/14 · 2014/15 · 2015/16 · 2016/17 · 2017/18· 2018/19 · 2019/20 · 2020/21 · 2021/22 · 2022/23 · 2023/24 · 2024/25